# Rhizophora mangle

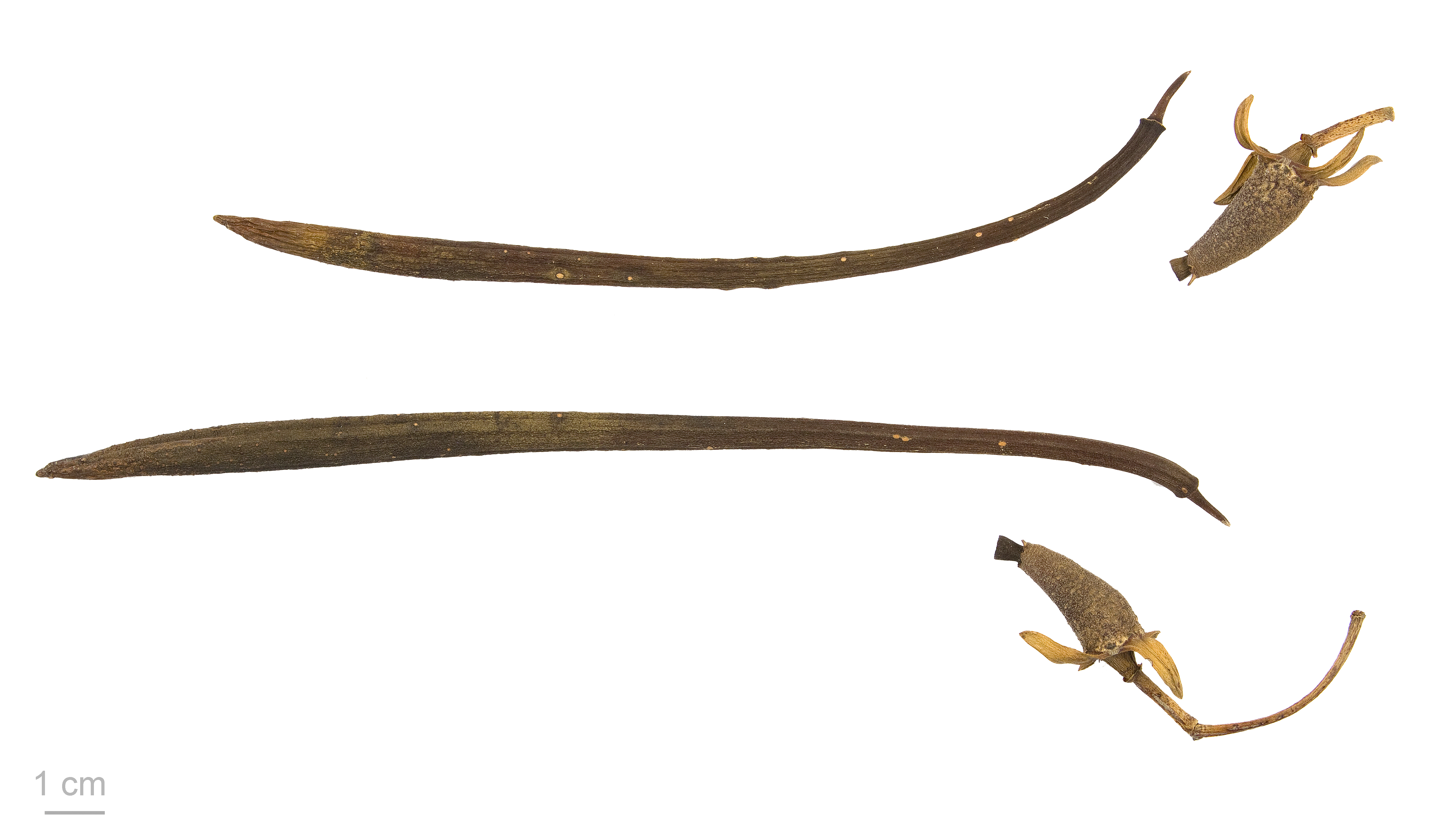
Rhizophora mangle

Rhizophora mangle llamado comúnmente mangle rojo  es una especie vegetal de la familia Rhizophoraceae, la cual cuenta con alrededor de 120 especies distribuidas en 16 géneros, siendo el género Rhizophora el más conocido, dominando las partes más anegadas de los ecosistemas manglar y la zona intermareal. Es una especie adaptada a ambientes salinos y tolera mayor salinidad que los otros mangles y sirve de refugio a animales terrestres y acuáticos. El mangle rojo es uno de los árboles emblemáticos de Venezuela. Tiene múltiples usos desde maderable, medicinal, curtiente, para construcción y melífero.

## Descripción
Los árboles de Rhizophora mangle son de 4 a 10 metros de alto, su forma es de árbol o arbusto perennifolio, halófilo, en el tronco se encuentran apoyadas numerosas raíces aéreas simples o dicotómicamente ramificadas con numerosas lenticelas, la corteza es de color olivo pálido con manchas grises, sin embargo en el interior es de color rojizo, su textura es de lisa a levemente rugosa con apariencia fibrosa. Las hojas son simples, opuestas, pecioladas, de hoja redondeada, elípticas a oblongas, estas se aglomeran en las puntas de las ramas, su color es verde oscuro en el haz y amarillentas en el envés.
Las flores son pequeñas, de 2.5 cm de diámetro con cuatro sépalos lanceados, gruesos y coriáceos. La flor tiene cuatro pétalos blancos amarillentos. Tiene de dos a cuatro flores por tallo o pedúnculo. Los frutos se presentan en forma de baya de color pardo, coriácea, dura, piriforme, farinosa. El desarrollo de las semillas se lleva a cabo en el interior del fruto por “viviparidad”, los propágulos son frecuentemente curvos, de color verde a pardo en la parte inferior y presentan numerosas lenticelas y por último sus raíces son fúlcreas, ramificadas, curvas y arqueadas.
Su follaje presenta una tasa expansión foliar y caída de las hojas que alcanza su nivel máximo en verano. La planta florece durante todo el año con mayor producción entre el verano y otoño, pero depende de su localización. La polinización es anemófila se da por medio del viento y fructifica durante todo el año, con mayor abundancia entre agosto y septiembre, los frutos se dispersan por hidrocoria.

### Tolerancia al agua salada
Todos los mangles excluyen alguna porción de sal cuando se absorbe el agua a través de las raíces, otra parte se concentra al interior en el tejido de la planta, variando las cantidades acumuladas de acuerdo a cada especie. El mangle rojo (Rhizophora mangle) deja entrar el agua con cantidades bajas de sal a través de membranas situadas en las raíces, realizando filtraciones, ello se logra manteniendo diferencias de presión negativas en el interior del tejido a través de un proceso físico (Prahl, 1999).

### Intercambio de gases en sustratos anaeróbicos
Para superar la falta de oxígeno (anoxia) en el suelo las especies de árboles han tomado distintos caminos evolutivos, en el caso de Rhizophora mangle posee en sus raíces orificios llamados lenticelas, aberturas hidrófobas permeables al aire y no al agua, los cuales se abren y se cierran de acuerdo al nivel de inundación presente (Prahl, 1990).

### Embriones capaces de flotar

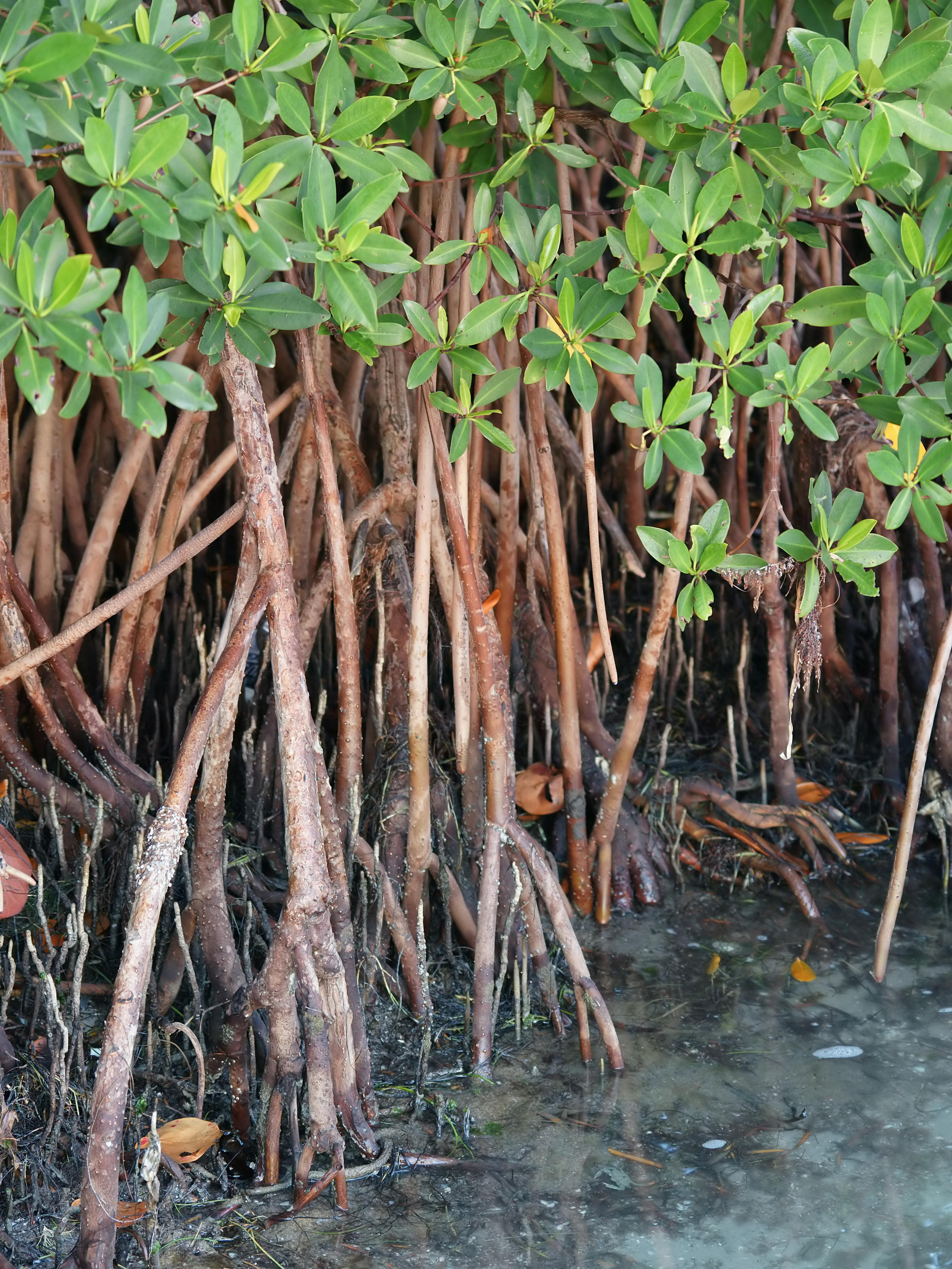
Raíces

Cuando se trata el tema de la reproducción es importante destacar que a diferencia de las plantas terrestres típicas, Rhizophora mangle ha logrado que las semillas antes de abandonar al árbol que la produjo, realicen sobre éste el proceso de germinación (vivíparismo), es decir, cuando las semillas son despedidas inmediatamente después de encontrar condiciones de lechos adecuados, las plántulas inician su crecimiento sin incurrir en azarosos procesos germinativos, como si lo hacen las plantas de tierra firme, esta semilla es llamada hipocótilo. La dificultad surge cuando en el medio existen sustancias nocivas, ya que pueden ser destruidas fácilmente por no poseer estructuras externas que las protejan como si ocurre con las plantas terrestres. 
La capacidad de flotar es otro aspecto a destacar en los embriones ya que pueden viajar por varios meses hasta colonizar nuevos lechos, esta condición les permite dispersarse a grandes distancias sobre flujos de agua por acción del oleaje, las mareas, inundación por desborde de los ríos y la precipitación. 

Por otra parte estudios realizados demuestran que al momento de reforestar con propágulos de esta especie de mangle, dichos embriones tienen las tasas más bajas de mortalidad en relación con los provenientes de las especies de Avicennia germinans y Laguncularia racemosa (Elster, 2000), por este motivo Rhizophora mangle es la especie de mangle más usada en la actualidad en programas de reforestación.

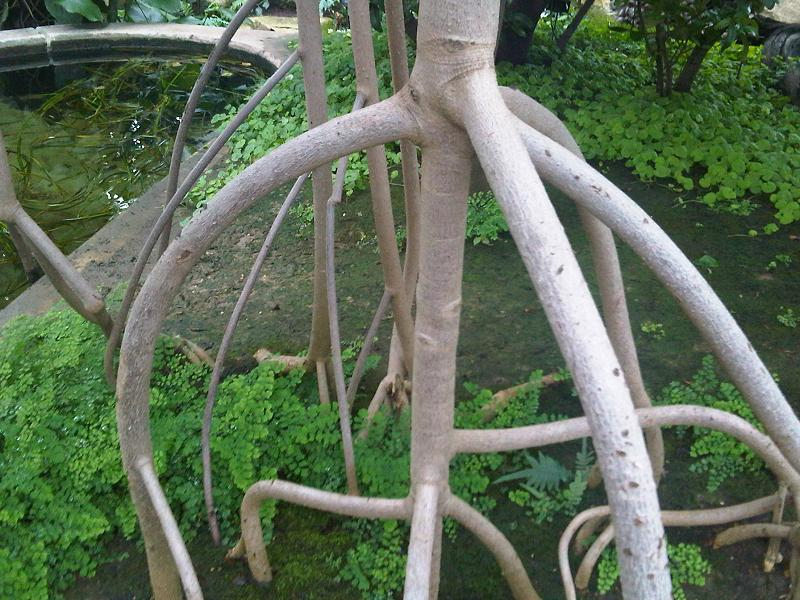
Detalle de las raíces

## Distribución y hábitat
Los manglares rojos se encuentran en zonas subtropicales y tropicales de ambos hemisferios, extendiéndose hasta cerca de los 28° de latitud norte a sur. Prosperan en las costas de agua salobre y en marismas pantanosas. Al estar bien adaptados al agua salada, prosperan donde muchas otras plantas fracasan y crean sus propios ecosistemas, los manglares. Los mangles rojos se encuentran a menudo cerca de los mangles blancos (Laguncularia racemosa), de los mangles negros (Avicennia germinans) y de la madera de botón (Conocarpus erectus), aunque a menudo más hacia el mar que las otras especies. Al estabilizar su entorno, los manglares crean una comunidad para otras plantas y animales (como los cangrejos de los manglares). Aunque arraigadas en el suelo, las raíces de los manglares suelen estar sumergidas en el agua durante varias horas o de forma permanente. Las raíces suelen estar hundidas en una base de arena o arcilla, lo que permite una cierta protección contra las olas.
La planta crece en suelos poco ventilados y con baja cantidad de nutrientes, prefiere de suelos húmedos con un PH de 6.6 cuando está saturado de agua y de 2.2 a 3 al secarse. No se desarrolla en sitios con temperaturas menores a 19 °C y no es tolerante a condiciones de sombra permanente. Sufre daños por insectos coleópteros, lepidópteros y cangrejos predadores. La planta en algunos lugares es considerada una especie invasora, compitiendo o hibridándose con especies nativas de Rhizophora.

### Estrategias de adaptación
Las zonas costeras en las cuales se localizan los ecosistemas de manglar son consideradas sistemas muy dinámicos, motivo por el cual las plantas allí situadas están sometidas a una serie de variables que se encuentran en interacción constante, entre estas se pueden mencionar las corrientes marinas, las mareas, los vientos, la precipitación, el caudal y la sedimentación de los ríos, entre otros. Con el fin de tolerar todas estas condiciones a las cuales se encuentran expuestas, las plantas han desarrollado ciertas estrategias de adaptación fisiológicas y anatómicas como una marcada tolerancia a las altas concentraciones de sal, adaptaciones para ocupar suelos inestables, adaptaciones para intercambiar gases en sustratos anaeróbicos y embriones capaces de flotar que se dispersan transportados por el agua (Prahl, 1990). 

### Desarrollo en suelos inestables
Rhizophora mangle es la especie que mejor está adaptada a esta situación por poseer raíces en forma de zancos, lo que le permite estabilizarse sobre planos lodosos, es común verlo a orillas de ciénagas, esteros o caños siempre procurando aumentar su área radicular para poder desarrollarse y colonizar nuevos espacios; es el sistema radicular más conocido, ya que se distingue por una maraña de raíces difícil de sobrepasar.

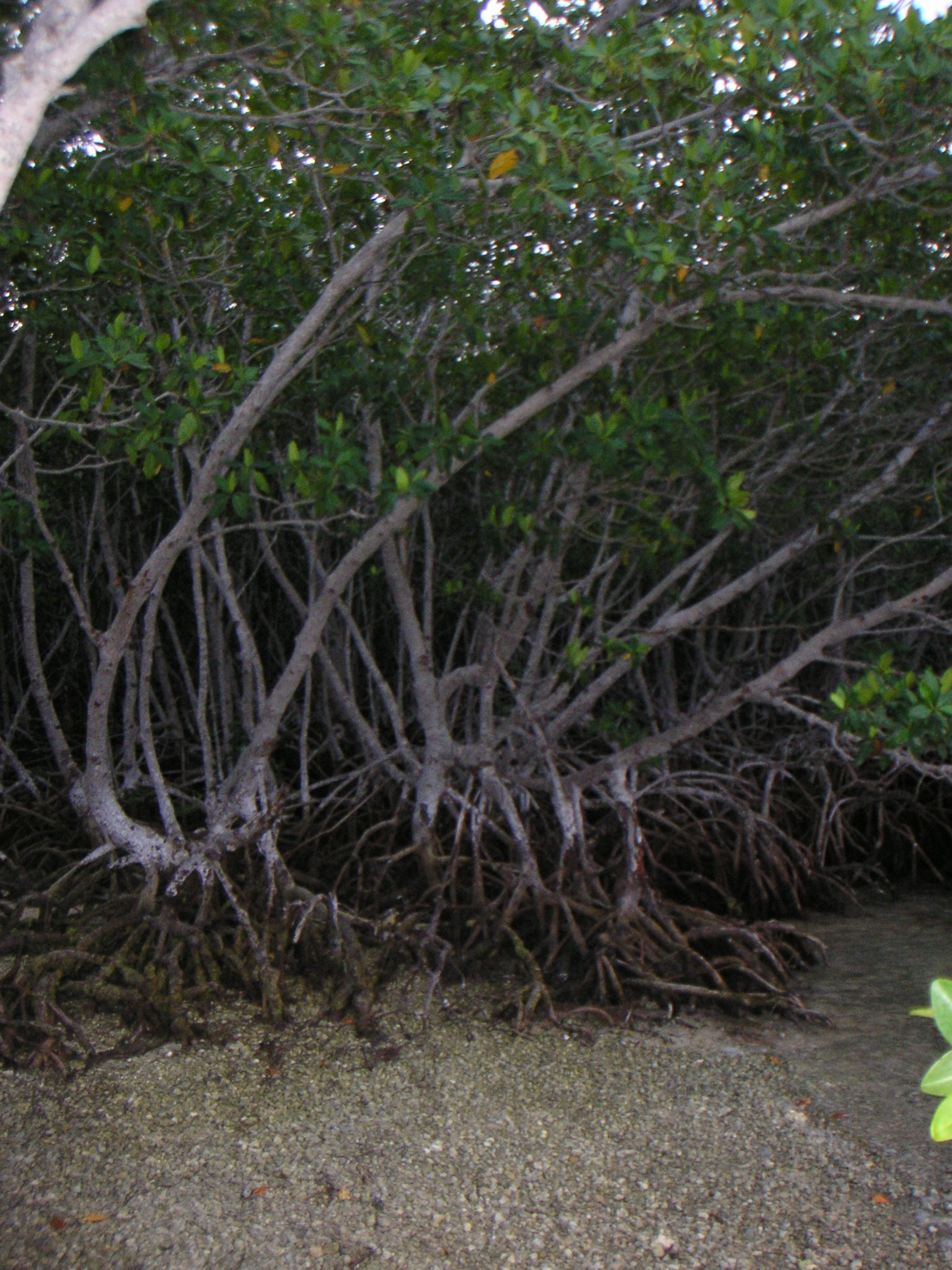
Vista de la planta

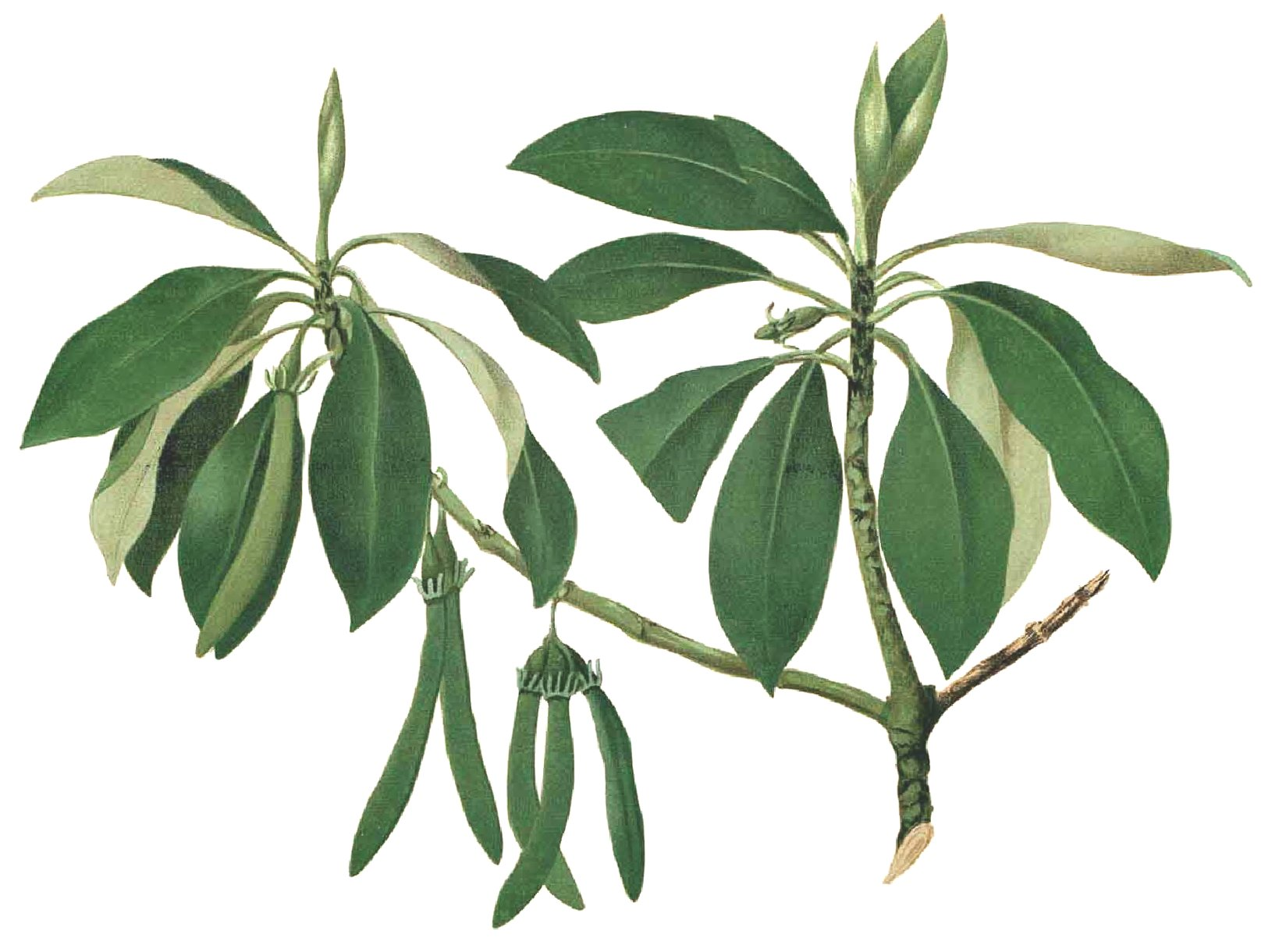
Ilustración

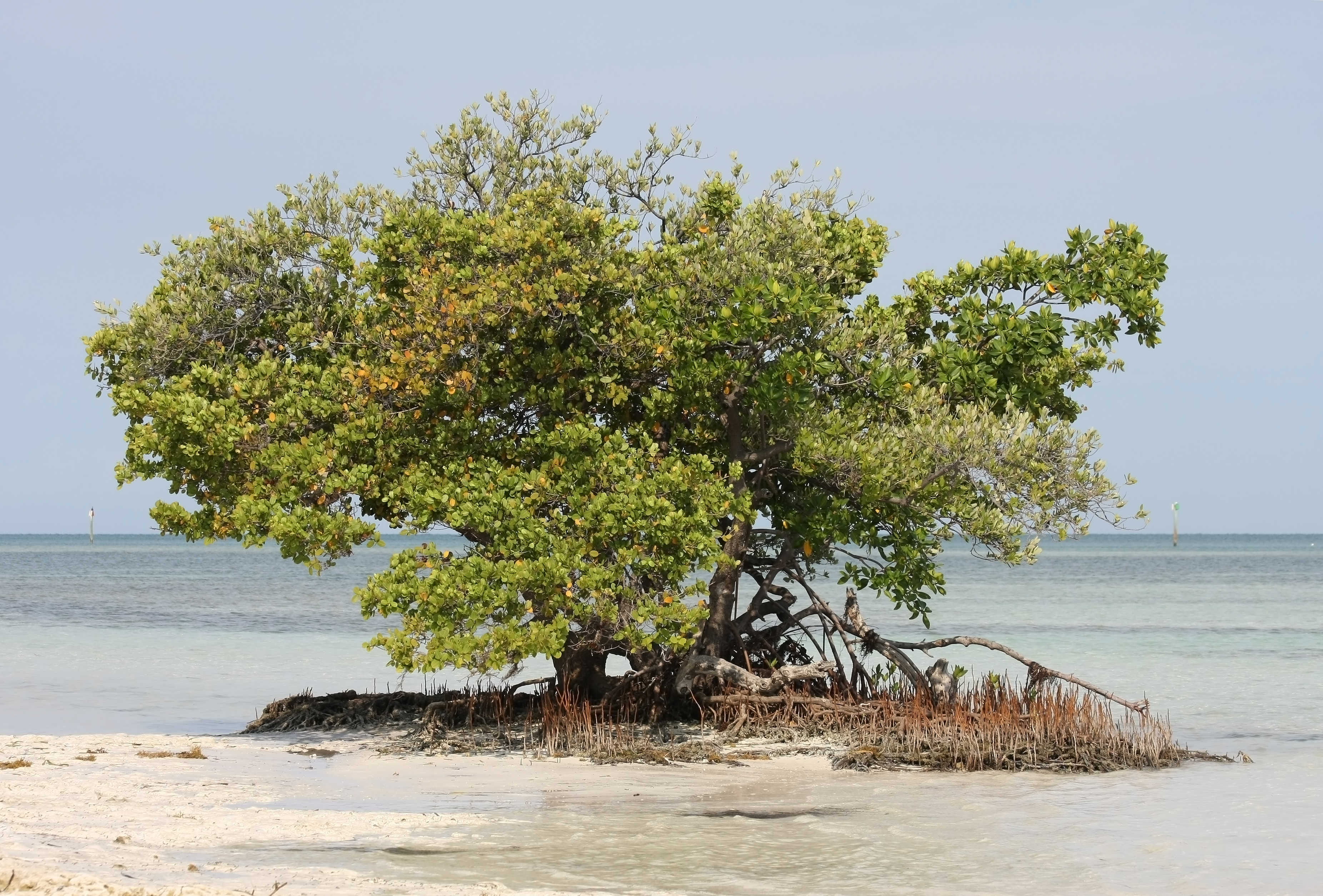
Vista de la planta

## Usos
El mangle colorado es usado como fuente de carbón de buena calidad de la madera en la mayoría de los costeros de América Tropical y África Occidental, igualmente es utilizado para elaborar construcciones e instrumentos rústicos como juguetes, postes para cercas, estaquillas, postes eléctricos y traviesas de ferrocarril. La madera es adecuada para la producción de pulpa disolvente a pesar de que su uso como una fuente de papel parece verse excluido debido al gran grosor de las paredes celulares . Uno de los usos principales de este árbol es para la extracción de taninos a partir de su corteza que se utiliza en el curtido de pieles, tinción de cuerdas, redes y sedales. Los rendimientos de corteza para los árboles de mangle colorado en Nigeria se calculan como de 110 a 130 t/ha. El contenido de tanino de la corteza varía entre el 15 y el 36 por ciento en base al peso seco. La corteza del mangle colorado se recolecta, se seca y se pulveriza con el fin de obtener un alto rendimiento de tanino. 
En algunos países se usa el mangle en plantaciones organizadas, en Filipinas se estudia la posibilidad de usarlo en la silvicultura, La planta también se cultiva por su valor ornamental sobre todo en zonas turísticas y también se usa en programas de reforestación y control de la erosión en zonas costeras y humedales, debido a que aporta altos niveles de materia orgánica y nutrientes a los suelos. El manglar proporciona refugio y alimentación a muchas especies animales terrestres y acuáticas, algunas de ellas de valor económico para la pesca.
En África Occidental y en la América del Sur, la corteza del mangle colorado ha sido usada para el tratamiento de las hemorragias, inflamaciones y diarreas (Sánchez, H. 1997). Las hojas del mangle colorado han sido sugeridas como una dieta suplementaria para el ganado y las aves de corral, debido a su alto valor nutricional. Las ramas son utilizadas para la construcción de artes de pesca para el camarón en las lagunas costeras  (enlace roto disponible en Internet Archive; véase el historial, la primera versión y la última).. De acuerdo a [García, C & Polania, J (2007)] la especie Rhizophora mangle puede ser utilizada como adhesivo a partir de la obtención del látex de la resina del fuste, para la fabricación de madera terciada (triplex); como artesanal utilizando la madera para la creación de bolas de boliche o de polo y de artículos torneados.
Igualmente se puede generar una bebida embriagante a partir de la fermentación del jugo obtenido de los frutos; Algunas investigaciones médicas señalan que extractos de corteza podrían reducir las úlceras gástricas, y tienen propiedades antimicrobianas y antioxidantes. Partes de la planta se utilizan tradicionalmente con la creencia que puede tratar ciertas enfermedades pero no hay amplia evidencia médica que respalde estos usos, su corteza en infusión se usa con la creencia que puede servir como febrífugo, hemostático, antidiarreico, para el tratamiento del asma, hemorragias, disentería, elefantiasishemoptisis, mordeduras o picaduras de animales marinos venenosos, como cicatrizante, contra la tuberculosis y la lepra. La hoja macerada se utiliza con la creencia que puede tratar el escorbuto, los dolores de muelas y úlceras leprosas. La raspadura de la raíz se utiliza con la creencia que puede servir contra la mordedura de peces y picaduras de insectos venenosos. Los embriones macerados, por ser ricos en taninos, en cocimiento se emplean como astringentes.

## Taxonomía
Rhizophora mangle fue descrita por Carlos Linneo y publicado en Species Plantarum 1: 443, en el año 1753. Es una especie de género pantropical de aproximadamente 35 especies de manglares,  algunas autoridades consideran dos variedades,  var. racemosa y var. samoensis, especies hermanas de R. mangle, debido a su estrecha semejanza morfológica y su superposición de rangos nativos.
Etimología
Rhizophora: nombre genérico que deriva de las palabras griegas: ριζα (rhiza ), que significa "raíz" y φορος ( phoros ), que significa "de apoyo", refiriéndose a los pilotes de la base.
mangle: epíteto que tiene el mismo significado.
Sinonimia
- Bruguiera decangulata Griff.
- Rhizophora americana Nutt.
- Rhizophora mangle var. samoensis Hochr.
- Rhizophora samoensis (Hochr.) Salvoza[12]

## Nombres comunes
En algunas regiones hispanoparlantes se les conoce como apareiba, canaro, mangle gateador, mangle geli, mangle injerto, mangle prieto, mangle zapatero. Se le llama bacao de Filipinas, mangle colorado de Cuba, mangle negro. En México se le conoce como candelón, mangle, mangle colorado, mangle dulce, mangle tinto, mangle rojo, tapché.